# 松宮麻衣子
松宮 麻衣子（まつみや まいこ、1978年7月22日 - ）とは、日本で1990年代半ばに活動したアイドル、歌手、タレントである。京都府京都市出身。特技は童歌が歌えることで、かなりのレパートリーをもっているという。

## 経歴

### M☆Pシンデレラ時代
1993年9月、TBSラジオ主催の「第1回シンデレラドリームオーディション」に当時最年少の15歳（中学3年生）で合格。10月からスタートした同局の深夜番組『シンデレラドリーム ミッドナイト☆パーティー』（以下M☆Pと略す）でデビューした。番組開始当初はレギュラーメンバーには加わらなかったが、11月13日に当時のTBSホールで行われた第1回の番組主催イベントで自ら特技としていた童歌を唄ったことが評価され、M☆Pのパーソナリティ仲間だった坂井美唯子らとともに「歌うシンデレラ」に選ばれた。
1994年3月、当時のM☆Pリスナーからの強い要望で、自分より年上のメンバーたちを抑えて月曜深夜2部（26:00 - 27:00）担当に抜擢された。中学生が全国ネットの深夜帯番組のレギュラーパーソナリティを務めるのは異例のことであった。最初の数か月は毎週日曜日に番組収録が行われたが、実家のある京都から東京まで新幹線で毎週通っていたという。
1994年夏に生活拠点を関東に移し（通っていた高校も転校した）、10月にシングル「大切」（ビクターエンタテインメント）で歌手デビューを果たした。所属事務所もヤザ・パパに決まり、M☆P以外の芸能活動もこなすこととなる。自らの主催イベント「TOMATOスタジオ」（トマトが好物であることからそのタイトルがつけられた）が行われるようになった。さらに松宮麻衣子は、M☆Pのシンデレラの中でも一番の人気者となり、幅広い年齢層のリスナーに支持された。
1995年4月からM☆P月曜深夜1部（24:00 - 26:00）担当に昇格。6月にはセカンドシングル「風の唄」が発売された。7月にはテレビ朝日系『はなきんデータH』やMBSテレビ『エリアコードドラマ06「FM999〜真夏のレディオガール」』（奥山佳恵主演）といったTBS以外の番組出演や女優デビューも果たした。また週末になると東北から九州の地方のラジオ局の公開放送のゲスト出演もこなした。このころからラジオパーソナリティ、歌手、作家、女優などいくつもこなすことから“スーパー女子高生”と呼ばれるようになった。
1995年10月6日に終了したM☆Pの後継番組『ウィークエンド・ミッドナイト☆パーティー』では、「松宮麻衣子のあのねそれはね」と題する20 - 30分間のミニコーナー（録音）を担当した。

### M☆P終了後
1996年4月の番組改編で終了した『ウィークエンドミッドナイト☆パーティー』の後番組『次はオレらだ!東京爆裂DJ』でも引き続き「松宮麻衣子のMyWave」と題する15 - 20分間のミニコーナーを担当。当時それほど普及していなかったインターネットに注目し、自分のホームページ「麻衣子のページ」を開設。手書きのメッセージを写した画像や写真付きの近況報告を定期的に更新したり、アンケートを実施するなどした。ほかにもスノーボードやパチンコ、ヘアカットなどに挑戦。1997年の新年特番では同じ番組内でレギュラーコーナーをもっていた落語家・林家たい平とのコラボレーションで実際に弟子入りし、“林家ぶり平”という名で落語にも挑戦した。
「麻衣子のMyWave」以外では、1996年5月からMBSラジオ『謎なぞドリーミン』に月1回出演。6月にはTOKYOFM（JFN）系『資生堂ピーチピーチ！聖プロデュース学院』のマンスリーレギュラーとして村田和美らと出演。7月には3枚目のシングル「リンゴ」をリリースし、8月に東京・原宿で新曲披露ライブを行うなど日本全国各地へ新曲のキャンペーンに出かけ、地方のラジオ局に出演するなどした。
1996年10月の番組改編後にはラジオのレギュラー番組が4本となり、1997年元日にはTBS系『新春大型時代劇「竜馬がゆく」』に出演。3月からはJFN系『スーパーカレッジ』にレギュラー出演し、一時はレギュラー5本を抱えることになった。しかし、1996年の夏頃に髪をショートにしてビジュアル面でイメージチェンジを図るなどしたものの、人気はM☆Pのパーソナリティーをやっていた1994年頃の勢いには及ばなくなり、次第に低迷していった。

### 高校卒業後
高校を卒業した松宮は、本格的に芸能活動に専念。1997年4月の番組改編で冠番組『松宮麻衣子 しあわせのカンヅメ』（ABCラジオ）が始まり、『謎なぞドリーミン』の後継番組『BANANA放送局 ヤンラジグランプリ』（MBSラジオ）にも引き続き出演した。
1997年4月13日には、東京・荒川区の警視庁尾久警察署で一日警察署長を務めた。現在一日署長で着用される黒の制服（礼服）を女性警察官では初めて着用したといわれている。4月23日には4枚目のシングル「Tune-up Generation」をリリース。4月29日には東京・渋谷のタワーレコードで自ら手がけるセルフプロデュースのライブが行われた。
1997年夏、女優として再デビューするために芸名を本名から「松田 未羽」へと改名。改名後初の仕事は映画『まむしの兄弟』（東映・柳葉敏郎主演）で、初の映画出演でもあったが、これが最後の芸能活動ともなる。

### 休業・留学・引退
1997年11月、今後の方向性の違いから、3年あまり所属したヤザ・パパを退社。2本残っていたレギュラー番組を降板し、ファンクラブも解散した。最後のファンクラブ会報には本人のつらい心境のコメントが記されていた。
芸名を本名に戻した松宮は、語学やダンスを学ぶため、カナダへ2年間の留学を決意する。留学前の1998年元日、ファンに送られた年賀状には「もう待っててくださいなんていえません」という引退を示唆するコメントが記されていた。留学中には英語版のホームページを開設（現在は閉鎖）し、また1回だけ近況が届いたがその後はそれもなくなり、2000年の帰国後も復帰することなく、そのまま芸能界を引退した。

### 芸能界引退後
2009年現在、地元・京都を拠点に「For Kids' Sake Japan」というバングラデシュの子供を支援する募金事業（アメリカ合衆国のNPOであるDayemi Tariqatが主催）の活動を行っている。

## 活躍実績

### 出演番組
太字はレギュラー出演

#### ラジオ
- シンデレラドリーム ミッドナイト☆パーティー（JRN系・1993年10月 - 1995年10月）
  - 1993年10月 - 1994年2月 ラジオ出演はなく、定期イベントのみ出演
  - 1994年3月 - 1995年3月 月曜深夜2部（26:00 - 27:00・火曜午前2:00 - 3:00）メイン担当
  - 1995年4月 - 10月 月曜深夜1部（24:00 - 26:00・火曜午前0:00 - 2:00）メイン担当
- スクリーンSOUNDフレーバー（ラジオ日本・1994年10月 - 1995年3月）
- オギノサテライトサンデー（山梨放送・1995年8月）
- 福島トヨタさわやかマイタウン（ラジオ福島・1995年9月17日）
- タマコシ逆流ラジオ（岐阜放送・1995年10月）
- ウィークエンド・ミッドナイト☆パーティー（JRN系・1995年10月 - 1996年4月）
  - 「松宮麻衣子のあのねそれはね」（深夜3:20ごろから20 - 30分間のコーナー）担当
  - 1996年2月17日深夜（18日早朝）放送の「ミッドナイト東西オリンピック」には西軍メンバーとして生出演
- 次はオレらだ!東京爆裂DJ（JRN系・1996年4月 - 1997年4月）
  - 「松宮麻衣子MyWave」（15 - 20分間のミニコーナー）担当
- 謎なぞドリーミン（毎日放送・1996年5月 - 1997年3月）月1回レギュラー出演
- こだわってみま専科？（栃木放送ほか3局・1996年10月 - 1997年3月）
  - 琉球放送でも1996年12月28日の1日だけ放送された。
- 電リクときめき倶楽部 FOREVER YOUNG（NRN系列・1996年10月 - 1997年3月）
  - 文化放送の番組だが、松宮の出演部分は同局では放送されず、裏送りで地方局向けに放送された。水曜担当アシスタント。
- スーパーカレッジ（JFN系列・1997年3月 - 10月）
- 松宮麻衣子 しあわせのカンヅメ（朝日放送・1997年4月 - 11月）
  - 松田未羽への改名後は『松田未羽 しあわせのカンヅメ』に改められた。
- BANANA放送局 ヤンラジグランプリ（毎日放送・1997年4月 - 9月）
  - 木曜深夜（金曜未明）の声優・國府田マリ子担当日のみ、月1回レギュラー出演
- 横浜探偵団 とれたてマンゴスチン（ラジオ日本・1997年4月29日）

#### テレビ
- TV版!ミッドナイト☆パーティー（TBS・1994年11月 - 1995年9月）
- アイドルオンステージ（NHK衛星第2・1995年2月 - 7月）
- はなきんデータH（テレビ朝日系・1995年7月 - 9月）
- エリアコードドラマ06「FM999・真夏のレディオガール」（毎日放送・1995年7月 - 9月）
- 上岡龍太郎にはダマされないぞ!（フジテレビ系・1996年9月）
- 新春大型時代劇「竜馬がゆく」（TBS系・1997年元日）
- うしろの百太郎（テレビ東京系・1997年10月）

### 出演映画
- まむしの兄弟（東映・1997年）- ナツメ 役

### 出演CM
- 富士急ハイランド（1995年）
- ワニブックス「20世紀最後の大診断」（1995年。『ミッドナイト☆パーティー』内で放送された）

### 出演イベント
- ミッドナイト☆パーティー関連イベント（1993年11月 - 1995年9月）
  - ミッドナイト☆パーティー定期イベント（1993年11月 - 1995年9月）
  - 松宮麻衣子TOMATOスタジオ（1994年11月 - 1995年8月）
    - 1995年1月には岡山・山陽放送で行われた
    - 同年8月には福岡・RKB毎日放送（渡辺通にあった旧社屋）で行われた
- 乙女のプチセブンイベント（1995年7月16日）
- ゲームクリエーション'95（1995年10月28日）
- 新曲披露イベント
  - 「リンゴ」（原宿ルイード・1996年8月3日）
  - 「Tune-up Generation」（タワーレコード渋谷店・1997年4月29日）
- 松宮麻衣子MyWave公開録音（東京・二子玉川のナムコワンダーエッグ2・1996年11月4日）

### 掲載雑誌
- De-View（勁文社・1993年 - 1997年）
- ラジオ番組表（三才ブックス・1993年 - 1994年）
- ハラペーニョ（実業之日本社・1995年）
- DENIM（小学館・1995年）
- UP to boy（ワニブックス・1995年 - 1997年）
- BOMB！（学研・1995年 - 1997年）
- Kindai（近代映画社・1995年 - 1996年）
- ポテchan（1996年）
- TV Gamer（1997年）

### 掲載新聞
太字は連載
- 毎日新聞（1993年 - 1995年）
  - ミッドナイト☆パーティー番組宣伝広告を掲載（関東地区のみ）、またTBSラジオでは同社が同番組のスポンサーだった（福岡のRKBも同社系だが、他のネット局同様ノースポンサーであった）
  - 毎日中学生新聞「あくび」（関連新聞・1995年）日曜版のみ
- 西日本新聞（1995年8月）主催イベント「TOMATOスタジオ」で福岡訪問のときにインタビュー
- デイリースポーツ（1997年4月）一日警察署長やタワーレコードでの新曲披露イベントで唯一新聞記事に

### 出版本
- つもりつもりの法則（飛鳥新社・1995年）番組内コーナーでは著作名は松宮本人
- 20世紀最後の大診断（ワニブックス・1995年）番組内コーナーで著作名は松宮本人

### ディスコグラフィ
太字はCD化された作品（メインソング／カップリングの順）
- 大切／雨が降る前に（ビクターエンタテインメント・1994年10月21日）
  - 大切
    - 作詞・松宮麻衣子、さいとうみわこ
    - 作曲・前田克樹
    - 編曲・藤原いくろう

  - 雨が降る前に
    - 作詞・水野淳
    - 作曲・風清花
- 風の唄／きらめき（同・1995年6月21日）
  - 風の唄
    - 作詞・工藤順子、松宮麻衣子
    - 作曲・遊佐未森
    - 編曲・旭純

  - きらめき
    - 作詞・さいとうみわこ
    - 作曲・杉真理
    - 編曲・藤原いくろう
- リンゴ／大きくなる（同・1996年7月24日）
  - リンゴ
    - 作詞・松宮麻衣子、阿部義晴
    - 作曲&編曲・阿部義晴

  - 大きくなる
    - 作詞&作曲&編曲・阿部義晴
- Tune-up Generation／Yeah!Yeah!（同・1997年4月23日）
  - Tune-up Generation  
    - 作詞・松宮麻衣子、尾澤拓実（GANASIA）
    - 作曲&編曲・尾澤拓実（GANASIA）
    - テレビ東京系『爆走兄弟レッツ&ゴー!!WGP』6代目エンディングテーマ
    - フルカウルミニ四駆「シャイニングスコーピオン」用のバーチャル・メカ・ステッカーが付属。

  - Yeah!Yeah!
    - 作詞・松宮麻衣子
    - 作曲&編曲・尾澤拓実（GANASIA）
- 雨が降る前に（CD化される前のオリジナルバージョン・CD未発表）
- ガールフレンド（CD未発表）
- 両手でもたりない（CD未発表）
- マイラップ（CD未発表）

## ファンクラブ
松宮は『ミッドナイト☆パーティー』内のコーナーで非公式のファンクラブ「トマトクラブ」を持っていた。1995年8月、所属事務所のヤザ・パパにより公式ファンクラブ「"MY CHANNEL"」（まいチャンネル）が設立され、松宮が事務所を退社した1997年11月まで活動。会報の名前は松宮が関西出身であることにちなんだ「お好み焼き通信」だった。なお、『ミッドナイト☆パーティー』のパーソナリティ（シンデレラ）でファンクラブが存在したのは松宮だけである。